# Terre-de-Haut
Terre-de-Haut là một xã thuộc tỉnh Guadeloupe vùng lãnh thổ hải ngoại Guadeloupe của Pháp ở biển Caribbean.

## Liên kết ngoài

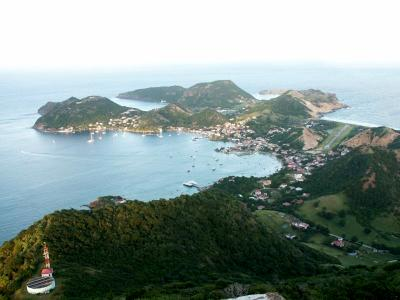
The bay des Saintes